# Mirosław Jemielniak
Mirosław Janusz Jemielniak (ur. 23 sierpnia 1964 w Rozkopaczewie) – polski pilot wojskowy; generał brygady Wojska Polskiego; doktor nauk technicznych; dowódca 8 Bazy Lotniczej (2008–2010); dowódca 36 specjalnego pułku lotnictwa transportowego (2010–2011); dowódca 3 Skrzydła Lotnictwa Transportowego (2014–2015); inspektor Sił Powietrznych w Dowództwie Generalnym Rodzajów Sił Zbrojnych (2018); od 2020 adiunkt Politechniki Śląskiej.

## Życiorys

### Młodość i wykształcenie
Mirosław Jemielniak urodził się 23 sierpnia 1964 w Rozkopaczewie, w powiecie lubartowskim, województwie lubelskim. W 1979 ukończył Szkołę Podstawową im. Św. Jana Pawła II w Rozkopaczewie. W latach 1979–1983 uczył się w Liceum Lotniczym w Dęblinie przy Wyższej Oficerskiej Szkole Lotniczej. Absolwent Wyższej Oficerskiej Szkoły Lotniczej w Dęblinie (1987); Wyższej Szkoły Pedagogicznej w Rzeszowie (1996); studiów podyplomowych na Uniwersytecie Jagiellońskim (2001); studiów podyplomowych w Akademii Obrony Narodowej na kierunku zarządzanie lotnictwem (2010) i polityki obronnej (2013); kursów specjalistycznych: dla pilotów na samolot CASA C-295M (2005) i starszych inspektorów bezpieczeństwa lotów (2006). 

### Służba wojskowa
W 1987 rozpoczął zawodową służbę wojskową jako starszy pilot w 7 pułku lotnictwa myśliwsko-bombowego w Powidzu. W 1988 został służbowo skierowany do Mirosławca, gdzie pełnił służbę w 8 pułku lotnictwa myśliwsko-bombowego. W latach 1989–1992 odbywał służbę w 45 pułku lotnictwa szkolno-bojowego w Babimoście na stanowisku dowódcy klucza lotniczego. Od 1992 do 2007 zajmował kolejno stanowiska: starszego pilota, nawigatora, dowódcy załogi klucza lotniczego, dowódcy klucza lotniczego, starszego instruktora pułku w 13 pułku lotnictwa transportowego w Krakowie. Po reorganizacji 13 pltr był inspektorem i starszym inspektorem bezpieczeństwa lotów w 13 eskadrze lotnictwa transportowego. W latach 2007–2008 szef szkolenia w 3 Brygadzie Lotnictwa Transportowego w Powidzu. 23 stycznia 2008 jako szef szkolenia 3 BLotT uczestniczył w Warszawie w jubileuszowej, 50 Konferencji Bezpieczeństwa Lotów Sił Zbrojnych RP, był pasażerem lotu CASY C-295M nr 019, która rozbiła się pod Mirosławcem. 
Z początkiem 2008, na podstawie Decyzji nr 87 Ministra Obrony Narodowej z 17 stycznia 2008 (na wniosek dowódcy Sił Powietrznych gen. broni Andrzeja Błasika), otrzymał skierowanie służbowe do Krakowa, gdzie 26 lutego 2008 na podstawie decyzji ministra obrony narodowej Bogdana Klicha został mianowany do stopnia pułkownika, objął funkcję dowódcy 8 Bazy Lotniczej, przeformowanej w lipcu 2010 w 8 Bazę Lotnictwa Transportowego. 3 kwietnia 2008 znalazł się w meldunku dowódcy Sił Powietrznych gen. Andrzeja Błasika do ministra obrony narodowej Bogdana Klicha dotyczącego katastrofy CASY. 20 sierpnia 2010 skierowany został służbowo do Warszawy, rozpoczął dowodzenie 36 specjalnym pułkiem lotnictwa transportowego, a od 1 kwietnia 2011 był dowódcą 36 splt z nową strukturą organizacyjną, pełnił tę funkcję do rozwiązania jednostki 31 grudnia 2011. 
Od 1 stycznia 2012 był szefem bezpieczeństwa lotów Dowództwa Sił Powietrznych. 5 lutego 2014 w Powidzu w obecności Dowódcy Generalnego Rodzajów Sił Zbrojnych gen. Lecha Majewskiego przyjął obowiązki dowódcy 3 Skrzydła Lotnictwa Transportowego od płk pil. Sławomira Żakowskiego. 15 sierpnia 2014 awansowany do stopnia generała brygady. Akt mianowania odebrał z rąk prezydenta Rzeczypospolitej Polskiej Bronisława Komorowskiego. 19 października 2015 na lotnisku w Powidzu przekazał obowiązki dowódcy 3 SLoTr dla płk. pil. Krzysztofa Walczaka, wyznaczony został na stanowisko szefa Zarządu Wojsk Lotniczych – zastępcy inspektora Sił Powietrznych w DG RSZ. 10 kwietnia 2017 skierowany służbowo do czasowego pełnienia obowiązków inspektora Sił Powietrznych w Dowództwie Generalnym RSZ. 
1 czerwca 2017 obronił pracę doktorską (tytuł rozprawy doktorskiej: System wsparcia szkolenia lotniczego w siłach zbrojnych RP w aspekcie lotnictwa transportowego) w Instytucie Technicznym Wojsk Lotniczych i uzyskał stopień doktora w dziedzinie nauk technicznych. 30 listopada 2017 w Wielkiej Brytanii przewodniczył delegacji Sił Zbrojnych RP podczas ceremonii pogrzebowej ppłk. pil. Franciszka Kornickiego, która odbyła się w kościele katolickim pw. św. Michała w Worthing, a pogrzeb na cmentarzu Northwood położonym na przedmieściach Londynu. W dniu 27 lutego 2018, jako cz.p.o. inspektora Sił Powietrznych, uczestniczył wraz z sekretarzem stanu w MON Wojciechem Skurkiewiczem w posiedzeniu sejmowej Komisji Obrony Narodowej, którego tematem było rozpatrzenie informacji Ministra Obrony Narodowej na temat stanu realizacji pozyskania samolotów M-346 Master w ramach „Zintegrowanego Systemu Szkolenia Zaawansowanego” AJT. Na Komisji Obrony Narodowej między innymi powiedział.
W kwietniu 2018 przebywając z oficjalną wizytą w Chile był na największej w Ameryce Południowej wystawie sprzętu lotniczego i obronnego, pokazów lotniczych - FIDAE 2018, w tym między innymi na stoisku polskim Grupy WB. W dniach 22–24 maja 2018, sprawując cz.p.o. inspektora Sił Powietrznych, na zaproszenie dowódcy Sił Powietrznych Republiki Izraela gen. dyw. Amikama Norkina, wziął udział w międzynarodowej konferencji dowódców sił powietrznych „IAF Senior Air Force Conference 2018”. Czasowe pełnienie obowiązków Inspektora Sił Powietrznych w Dowództwie Generalnym Rodzajów Sił Zbrojnych wykonywał do 31 maja 2018. Od 1 czerwca 2018 rozpoczął piastować obowiązki inspektora Sił Powietrznych w Dowództwie Generalnym Rodzajów Sił Zbrojnych. 
W dniach 2–3 lipca 2018 na zaproszenie dowódcy Sojuszniczych Sił Powietrznych gen. Todda Woltersa, wziął udział jako inspektor Sił Powietrznych RP  w dorocznej konferencji dowódców Sił Powietrznych NATO, która odbyła się w największej amerykańskiej bazie lotniczej w Europie – Ramstein Air Base (Niemcy). Inspektorem Sił Powietrznych w Dowództwie Generalnym Rodzajów Sił Zbrojnych był do 30 sierpnia 2018, przekazał stanowisko dla szefa Zarządu Wojsk Lotniczych – zastępcy inspektora Sił Powietrznych DG RSZ gen. bryg. Jacka Pszczoły. Z dniem 31 sierpnia 2018 został skierowany przez ministra obrony narodowej Mariusza Błaszczaka do rezerwy kadrowej w Dowództwie Operacyjnym Rodzajów Sił Zbrojnych. W dniu 1 lipca 2019 złożył wypowiedzenie stosunku służbowego zawodowej służby wojskowej. 

### Zakończenie służby, Politechnika Śląska
6 grudnia 2019 w obecności zastępcy Dowódcy Operacyjnego Rodzajów Sił Zbrojnych gen. dyw. Tadeusza Mikutela odbył lot pożegnalny CASĄ C-295M w 8 Bazie Lotnictwa Transportowego w Krakowie. Z Krakowem związany był przez 17 lat. 31 stycznia 2020, po prawie trzydziestu siedmiu latach służby, w wieku 56 lat zakończył zawodową służbę wojskową, pożegnany został przez dowódcę operacyjnego gen. dyw. Tomasza Piotrowskiego. Pilotował statki powietrzne, takie jak: Zlin 42 M, TS-11 Iskra, An-2, Lim-2, Lim-5, Lim-6, An-28, M-28 Bryza, M-28 Skytruck, CASA C-295M. Posiada klasę mistrzowską pilota wojskowego z zielonym wieńcem (nadawaną za działania w strefie wojny – Irak, Afganistan). Pilot doświadczalny pierwszej klasy z łącznym nalotem około 4000 godzin. Jest licencjonowanym pilotem cywilnym z uprawnieniami instruktora szkolenia praktycznego. W roku 2020 został adiunktem Politechniki Śląskiej w Gliwicach na Wydziale Transportu i Inżynierii Lotniczej w Katowicach. Jednocześnie w tym samym roku rozpoczął w Akademickim Ośrodku Szkolenia Lotniczego Politechniki Śląskiej wykonywanie praktycznego szkolenia lotniczego na samolotach Aero AT-3 w pilotażu studentów.

## Awanse
- podporucznik – 1987[6]

(...)
- pułkownik – 2008[11]
- generał brygady – 15 sierpnia 2014[18]

## Ordery, odznaczenia i wyróżnienia[47][43][46]
- Lotniczy Krzyż Zasługi – 2020[52]
- Gwiazda Załóg Lotniczych – 2013[53]
- Srebrny Medal za Długoletnią Służbę
- Złoty Medal „Siły Zbrojne w Służbie Ojczyzny” – 2014[54]
- Srebrny Medal „Siły Zbrojne w Służbie Ojczyzny” – 2008
- Brązowy Medal „Siły Zbrojne w Służbie Ojczyzny” – 2002
- Złoty Medal „Za zasługi dla obronności kraju” – 2015[55]
- Srebrny Medal „Za zasługi dla obronności kraju” – 2009[56]
- Brązowy Medal „Za zasługi dla obronności kraju” – 1993
- Odznaka II Klasy (Złota) „Za Zasługi dla Związku Żołnierzy Wojska Polskiego – 2015[57]
- Komandoria Missio Reconciliationis – 2016[58]
- Medal „W służbie Bogu i Ojczyźnie” – 2018[59]
- „Zasłużony Żołnierz Rzeczypospolitej Polskiej” z odznaką I stopnia – 2016[60]
- Odznaka pamiątkowa 13 pułku lotnictwa transportowego – 1995[61]
- Odznaka pamiątkowa 13 Eskadra Lotnictwa Transportowego – 2001[62]
- Odznaka pamiątkowa 8 Bazy Lotniczej – 2008, ex officio
- Odznaka pamiątkowa 1 Bazy Lotnictwa Transportowego – 2014[63]
- Odznaka pamiątkowa 8 Bazy Lotnictwa Transportowego – 2014[64]
- Odznaka pamiątkowa 36 specjalnego pułku lotnictwa transportowego – 2010, ex officio
- Odznaka pamiątkowa 3 Skrzydła Lotnictwa Transportowego – 2014, ex officio
- Odznaka pamiątkowa Dowództwa Generalnego Rodzajów Sił Zbrojnych – 2018
- uhonorowany medalem „Zasłużony dla Powiatu Słupeckiego – 2015[65]
- Odznaka pamiątkowa Szwadronu Kawalerii Ziemi Konińskiej – 2015[65][66]
- Odznaka tytułu honorowego „Zasłużony Pilot Wojskowy”
- Odznaka Pilota Wojskowego
- Odznaka skoczka spadochronowego wojsk lotniczych
- wyróżnienie „Błękitne Skrzydła” za 2020 – 2022[67]

i inne

## Garnizony w przebiegu służby[6][3][43][46]
1. Dęblin (1983–1987) → Powidz (1987–1988) ↘
2. Mirosławiec (1988–1989) → Babimost (1989–1992)↘
3. Kraków (1992–2007) ↘
4. Powidz (2007–2008) ↘
5. Kraków (2008–2010) ↘
6. Warszawa (2010–2013) ↘
7. Powidz (2014–2015) ↘
8. Warszawa (2015–2020)